# Max Hilaire
Max Hilaire (ur. 6 grudnia 1985 w Bondy) – haitański piłkarz francuskiego pochodzenia występujący na pozycji pomocnika we francuskim klubie Chambly oraz w reprezentacji Haiti. W swojej karierze grał także w takich zespołach jak Bayonne, Pau FC, Tarbes Pyrénées oraz Consolat. Znalazł się w kadrze na Copa América 2016.